# Postgraduate Certificate in Education
Das Postgraduate Certificate in Education (PGCE) ist ein Zertifikat in England, Wales und Nordirland, mit dem man die Erlaubnis erhält, als Lehrer arbeiten zu dürfen. Das Äquivalent in Schottland heißt Professional Graduate Diploma in Education (PGDE).
Voraussetzung für dieses Lehramtsstudium ist ein Abschluss als Bachelor. Das Studium dauert ein Jahr. Während dieser Zeit arbeitet man bereits als Lehrer und studiert gleichzeitig an einer Universität oder einer anderen höheren Bildungseinrichtung.
Die Studiengebühr beträgt in etwa 3000 Pfund. Man kann jedoch, abhängig vom Lehrfach, ein Stipendium in Höhe von 7000 bis 24.000 Pfund erhalten. Studenten in Schottland und Nordirland erhalten kein Stipendium, zahlen jedoch auch keine Studiengebühr.
Privatschulen verlangen nicht generell ein PGCE. Bewerber mit PGCE werden aber oft bevorzugt.
Das PGCE ist die häufigste Art der Lehrerausbildung in England und Wales. Es gibt jedoch auch noch weitere Möglichkeiten, den Status eines Lehrers zu erlangen.